# Gratkorn
Gratkorn osztrák mezőváros Stájerország Graz-környéki járásában. 2017 januárjában 7813 lakosa volt.

## Elhelyezkedése

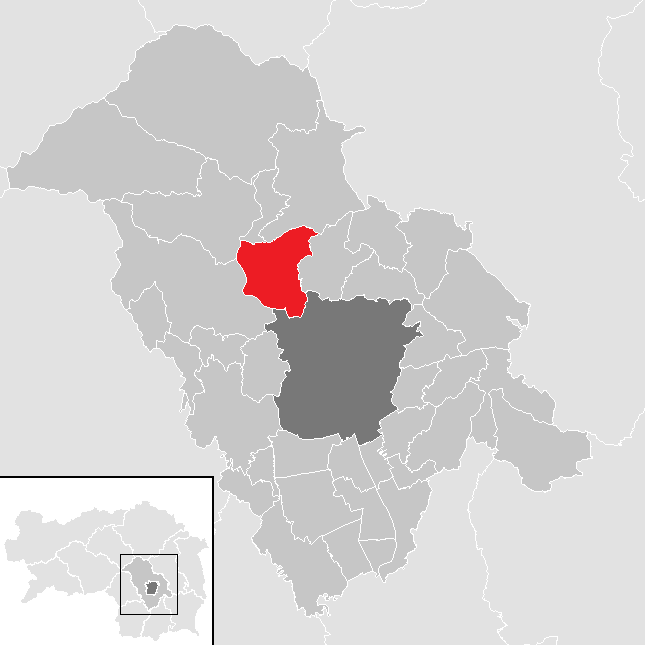
Gratkorn a Graz-környéki járásban

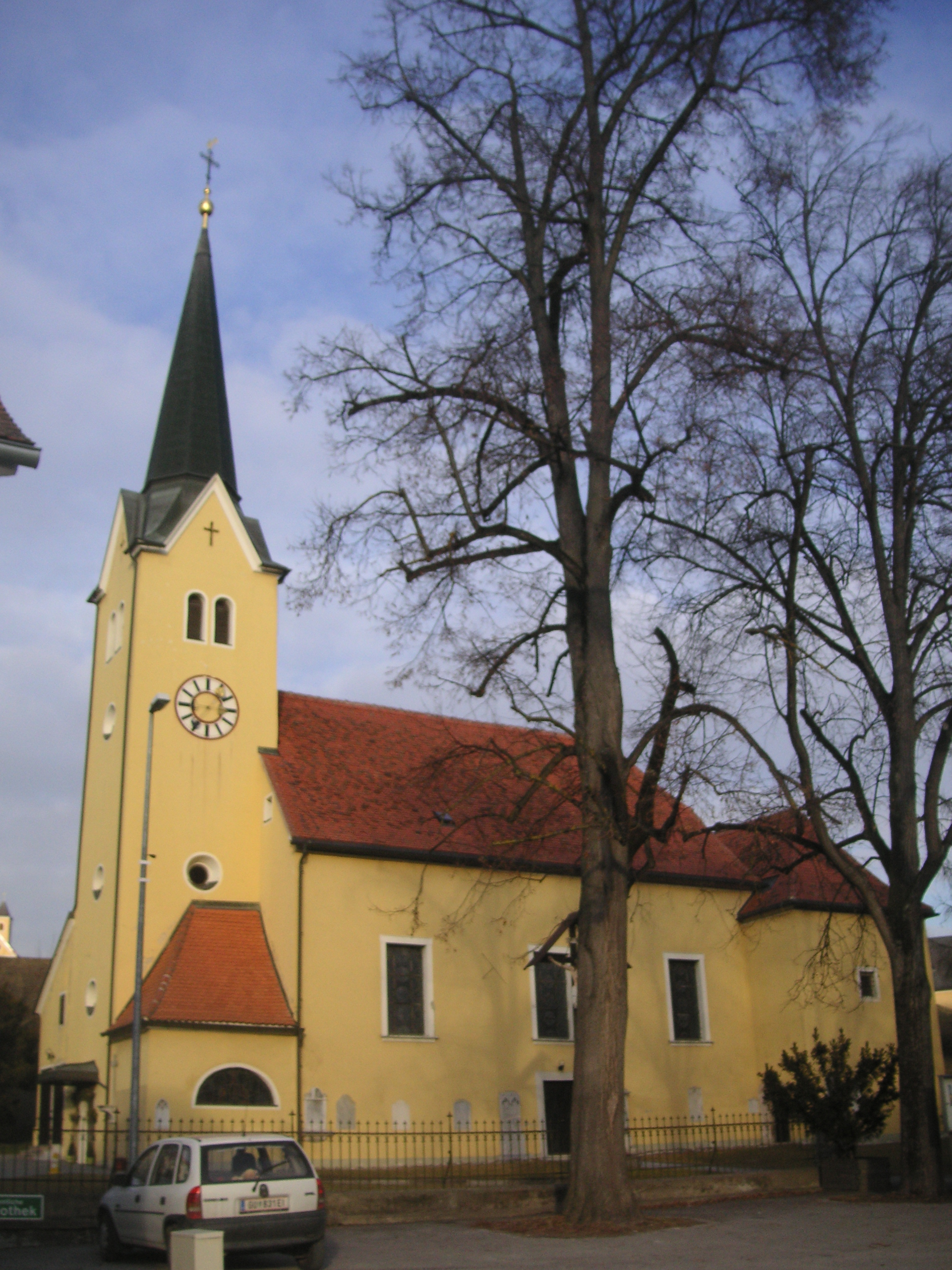
A Szt. István-plébániatemplom

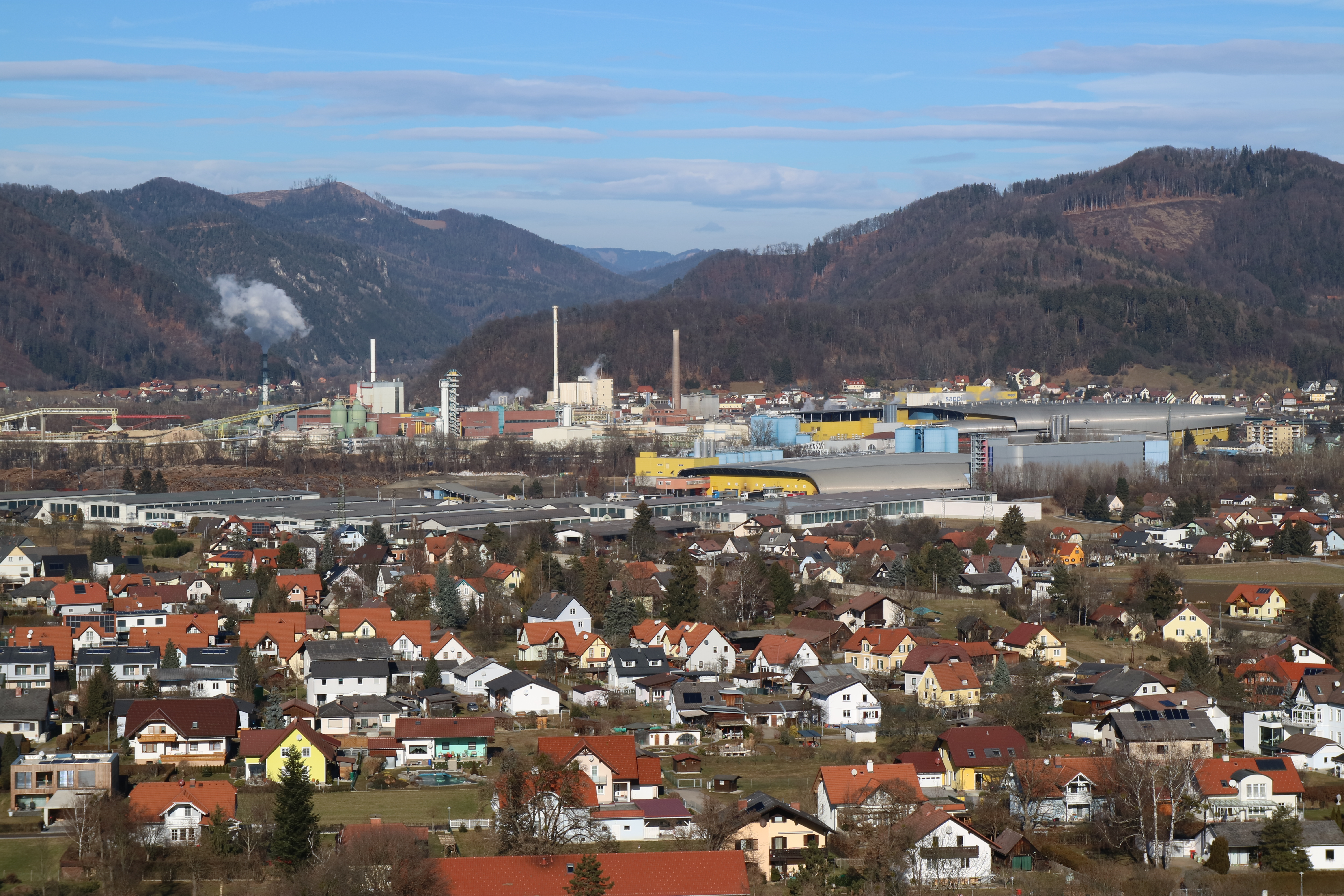
A Sappi papírüzem

Gratkorn Nyugat-Stájerországban fekszik, a Gratkorni-medencében, a Mura bal partján Gratweinnel szemben, Graztól közvetlenül északra. Területének keleti része a Grazi-hegyvidékhez tartozik; itt található legmagasabb pontja, az 1018 méteres Hohe Rannach is. Az önkormányzat 5 települést egyesít: Forstviertel (533 lakos 2017-ben), Freßnitzviertel (820), Kirchenviertel (5698), Sankt Veit (251), Unterfriesach (511).
A környező önkormányzatok: északra Peggau, északkeletre Semriach, keletre Stattegg, délre Graz, nyugatra Gratwein-Straßengel, északnyugatra Deutschfeistritz.

## Története
Az ember legkorábbi nyomai Gratkorn területén 80 ezer évre nyúlnak vissza. A neolitikus korokból horgokra, csontszigonyra, kezdetleges ekére bukkantak a régészek. A római korból domborművek és sírkövek maradtak fenn. 600 körül szlávok települtek meg a régióban, a 8. században pedig bajorok érkeztek Stájerországba.
Gratkornra először 860-ban hivatkozik írásos dokumentum még mint "Duo loca ad Strazinolum"-ként. Mai nevét először 1449-ben említik (S. Stephan in Krakorn). 1598-ban már iskolája volt, az iskolamester neve is ismert. A mai gazdasági életét is meghatározó papírgyártás a 19. században kezdte működését a településen. A Sappi papírüzem ma a legnagyobb foglalkoztató Gratkornban.
1945. április 4-én Grazból Bruck an der Mur felé tartva Gratkornon haladt át azoknak a magyar zsidóknak a menete, akiket korábban a Södostwall védelmi vonalon dolgoztattak. Néhányan kimenekültek a menetből, ételért könyörögtek a helybeliektől, de kísérőik, a Wiking SS-hadosztály katonái összeszedték, megverték és meggyilkolták őket. Emlékükre 2016-ban a templom mellett emlékművet állítottak.

## Lakosság
A gratkorni önkormányzat területén 2017 januárjában 7813 fő élt. A lakosságszám 1869 óta töretlenül gyarapodó tendenciát mutat. 2015-ben a helybeliek 92,1%-a volt osztrák állampolgár; a külföldiek közül 1,5% a régi (2004 előtti), 3,2% az új EU-tagállamokból érkezett. 1,4% a volt Jugoszlávia (Szlovénia és Horvátország nélkül) vagy Törökország, 1,8% egyéb országok polgára. 2001-ben a lakosok 78,1%-a római katolikusnak, 3,7% evangélikusnak, 1,7% mohamedánnak, 14,1% pedig felekezet nélkülinek vallotta magát. Ugyanekkor 6 magyar élt a mezővárosban. A legnagyobb nemzetiségi csoportot a német mellett a horvátok alkották 1,2%-kal.

## Látnivalók
- a Szt. István-plébániatemplom
- a műemlék plébánia
- a Lourdes-kápolna

A település labdarúgócsapata az FC Gratkorn.

## Fordítás
- Ez a szócikk részben vagy egészben  a   Gratkorn című német Wikipédia-szócikk ezen változatának fordításán alapul.  Az eredeti cikk szerkesztőit annak laptörténete sorolja fel. Ez a jelzés csupán a megfogalmazás eredetét és a szerzői jogokat jelzi, nem szolgál a cikkben szereplő információk forrásmegjelöléseként.